# 戈拉伊夫卡
48°34′36″N 27°2′25″E / 48.57667°N 27.04028°E

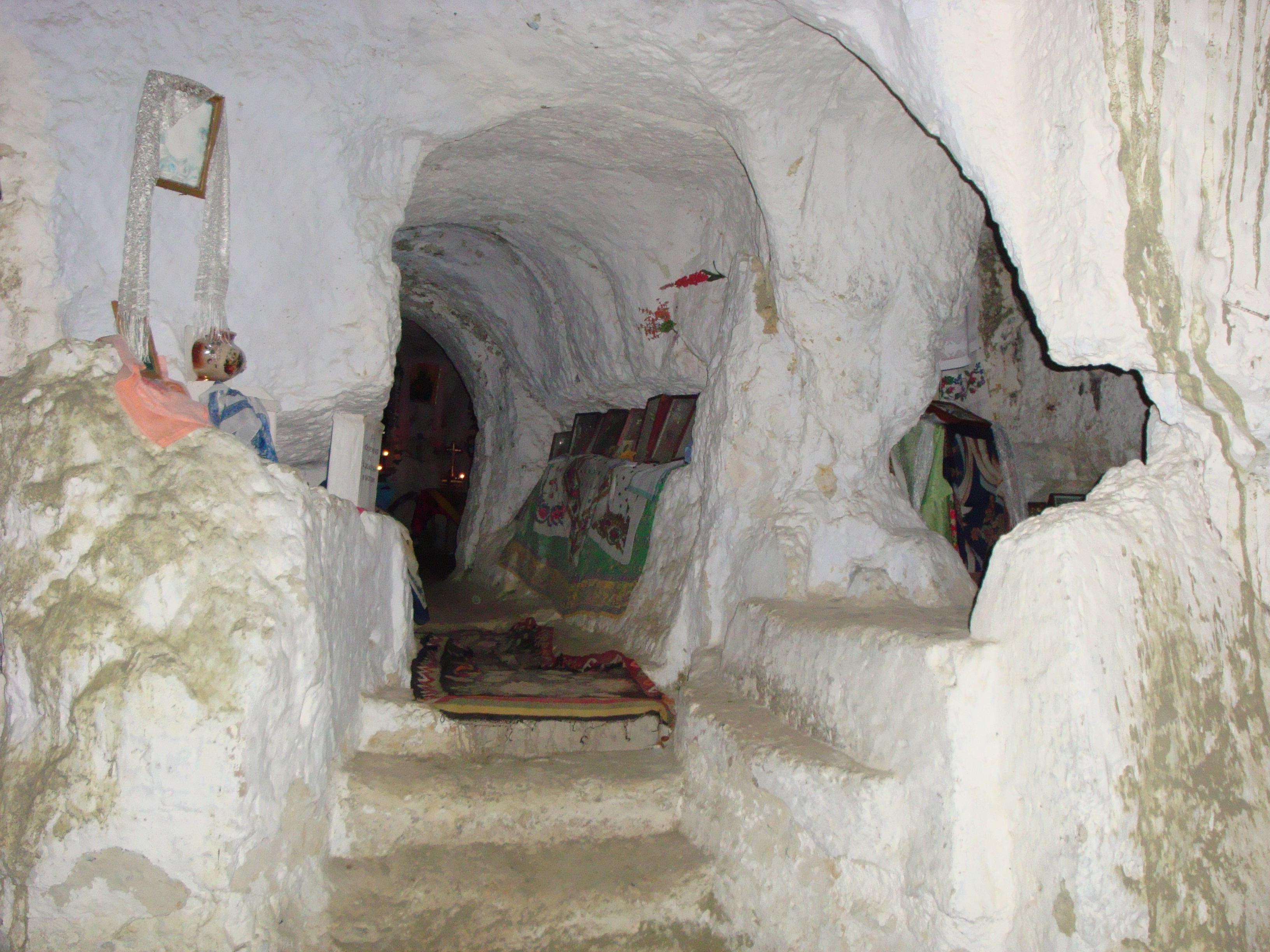

戈拉伊夫卡（烏克蘭語：Гораївка），是烏克蘭的村落，位於該國西部赫梅利尼茨基州，由卡緬涅茨-波多利斯基區負責管轄，始建於1680年，面積1.04平方公里，2001年人口640，人口密度每平方公里613人。